# هربرت بروکس
هربرت بروکس (انگلیسی: Herbert Brooks؛ زادهٔ 1 July 1858) ورزشکار فوتبال است.
وی همچنین در تیم ملی فوتبال British Isles بازی کرده‌است.